# Fläscherberg
Fläscherberg är en bergstopp i Schweiz.   Den ligger i regionen Landquart och kantonen Graubünden, i den östra delen av landet, 160 km öster om huvudstaden Bern. Toppen på Fläscherberg är 1 135 meter över havet, eller 454 meter över den omgivande terrängen. Bredden vid basen är 3,7 km.
Terrängen runt Fläscherberg är bergig söderut, men norrut är den kuperad. Närmaste större samhälle är Bad Ragaz, 3,5 km söder om Fläscherberg. 
I omgivningarna runt Fläscherberg växer i huvudsak blandskog. Runt Fläscherberg är det tätbefolkat, med 286 invånare per kvadratkilometer.